# Bernard Hinault
Bernard Hinault (IPA: [bɛʁ.naʁ i.no]; Yffiniac, 14 novembre 1954) è un ex ciclista su strada, pistard e ciclocrossista francese, dominatore della scena internazionale tra la fine degli anni settanta e la prima metà degli anni ottanta.
Soprannominato "le Blaireau" ("il Tasso"), è considerato uno dei più grandi campioni della storia del ciclismo. Professionista su strada dal 1975 al 1986, si aggiudicò cinque Tour de France (1978, 1979, 1981, 1982 e 1985), tre Giri d'Italia (1980, 1982 e 1985) e due Vuelta a España (1978 e 1983). Insieme ad Alberto Contador, è l'unico ciclista nella storia ad aver vinto almeno due volte tutte e tre queste corse (i "Grandi giri" ciclistici), nonché uno dei sette ciclisti ad averle vinte almeno una volta. In carriera fece sue anche diverse gare di un giorno, tra cui un campionato del mondo professionisti (nel 1980), una Parigi-Roubaix, due Giri di Lombardia e due Liegi-Bastogne-Liegi: in totale ottenne, nei dodici anni di attività da professionista, 216 vittorie.

## Carriera

### Gli esordi e i primi anni da professionista
Tra gli allievi fu campione nazionale su strada ad Arras nel 1972, diciassettenne; due anni dopo tra i dilettanti si laureò campione nazionale dell'inseguimento individuale, titolo che seppe riconfermare anche nel 1975 e nel 1976. Passò professionista, appena ventenne, nel 1975 con la Gitane-Campagnolo, squadra francese diretta dall'ex ciclista Jean Stablinski. Il 21 aprile di quello stesso anno colse la prima vittoria tra i professionisti, la classifica finale del Circuit de la Sarthe, una breve corsa a tappe nei Paesi della Loira. Il 1976 — anno in cui cominciò a vincere con più regolarità, ancora al Circuit de la Sarthe, alla Parigi-Camembert, al Tour d'Indre-et-Loire, al Tour de l'Aude, tutte corse francesi — coincise con il suo esordio ai campionati mondiali su strada, a Ostuni, prova nella quale fu sesto subito alle spalle di Eddy Merckx; coincise anche con l'ingresso nello staff tecnico della Gitane di colui che sarà il direttore sportivo di Hinault per otto stagioni, quel Cyrille Guimard che nel 1972 aveva rivaleggiato proprio con Merckx al Tour de France salvo poi ritirarsi.
Nel 1977 arrivano i primi trionfi fuori dai confini nazionali, con la vittoria nell'arco di sei giorni di due classiche belghe di primaria importanza quali la Gand-Wevelgem e, soprattutto, la Liegi-Bastogne-Liegi; nella Liegi, sotto una forte pioggia, fu abile a battere in una volata a due il più esperto André Dierickx e a precedere di una decina di secondi un gruppetto capeggiato da Roger De Vlaeminck ed Eddy Merckx. Ai primi di giugno si aggiudicò un'altra corsa di grande prestigio, il Critérium du Dauphiné Libéré, superando in classifica nomi allora di grande rilievo come Bernard Thévenet, Lucien Van Impe, Joaquim Agostinho e ancora Merckx. Non selezionato per il Tour de France 1977, poi vinto da Thévenet, chiuse quindi la stagione aggiudicandosi la prima di cinque Grand Prix des Nations, storica prova a cronometro parigina.

### 1978-1979: le prime due vittorie al Tour

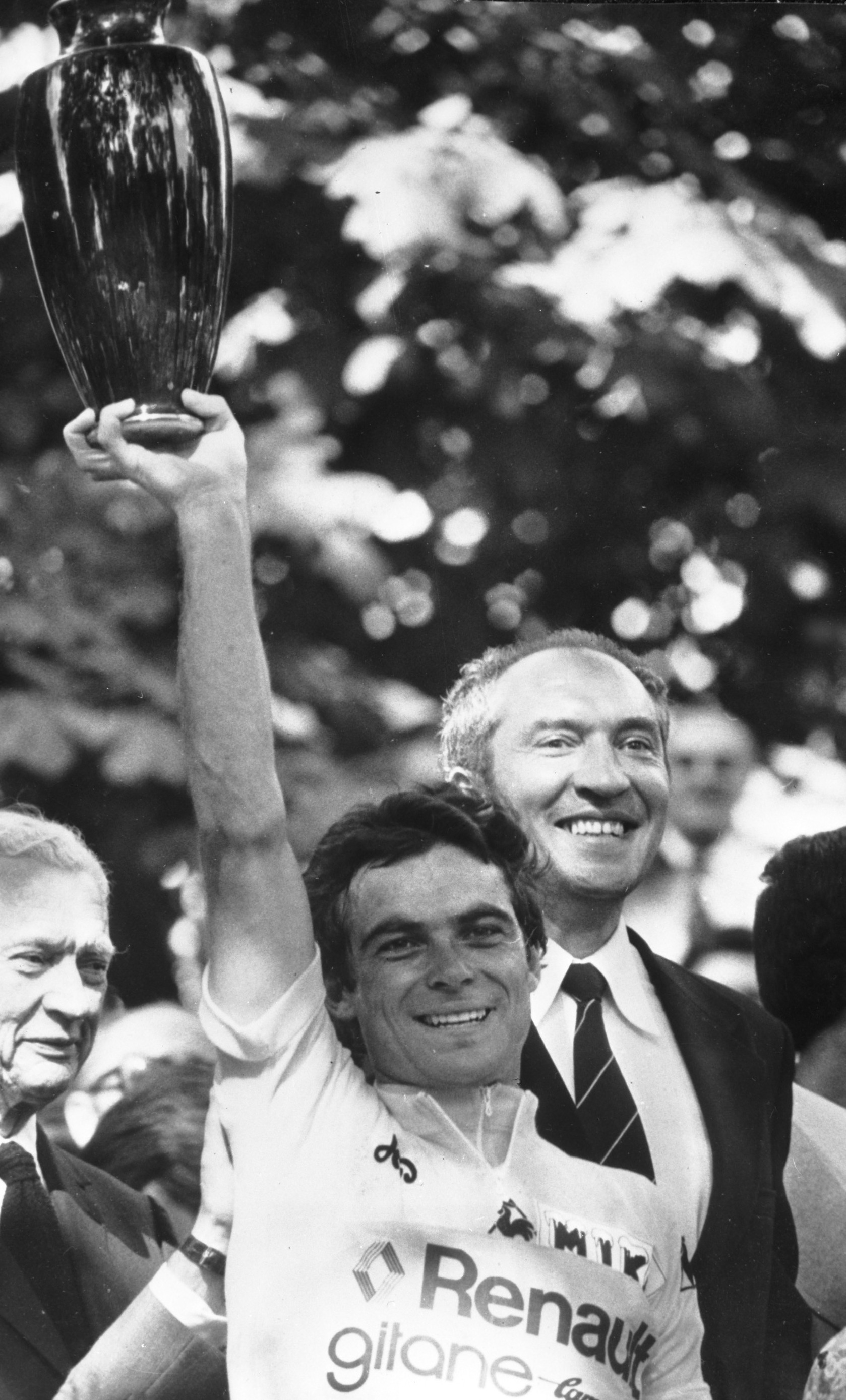
Hinault festeggia la vittoria al Tour de France 1978

L'anno 1978 fu quello della svolta, quando, vestendo la divisa della Renault-Gitane, al primo tentativo conquistò sia la Vuelta a España sia il Tour de France. Alla Vuelta si aggiudicò il cronoprologo e quattro frazioni, senza trovare grandi difficoltà, e la sua vittoria non fu mai in discussione. Prese la maglia a Ferdi Van Den Haute, che l'aveva tenuta per nove giorni, dopo la dodicesima tappa e andò a trionfare con 2'52" sul capitano della KAS José Pesarrodona, già vincitore nel 1976, e 3'47" su Jean-René Bernaudeau, suo compagno alla Renault. Non prese parte al Giro d'Italia per arrivare in forma al Tour de France, tra i favoriti.
Già un po' indietro in classifica dopo la cronosquadre, che la sua Renault concluse al quarto posto, vinse la crono di Sainte-Foy-la-Grande e la leadership passò a Joseph Bruyère, secondo. All'Alpe d'Huez vinse e vestì di giallo il belga Michel Pollentier, già trionfatore al Giro 1977. Ma durante il controllo antidoping subito seguente, ecco il colpo di scena, con la squalifica del belga: era stato scoperto a usare una vescica artificiale, posta sotto la maglietta, contenente urina "pulita" da immettere nella provetta. Joop Zoetemelk passò a condurre con soli 14" su Hinault; tale distacco rimase immutato fino alla terzultima frazione, la crono di Nancy, quando il francese inflisse pesanti distacchi (3 minuti a Joaquim Agostinho e 4 a Zoetemelk) operando il decisivo sorpasso e vestendo per la prima volta una maglia gialla che due giorni dopo porterà a Parigi. Il mese seguente, ai campionati mondiali su strada del Nürburgring, fu quindi protagonista di una fuga insieme all'olandese Jan Raas e a Giuseppe Saronni, ma i tre vennero ripresi in vista dell'ultimo giro; concluse la prova al quinto posto, mentre la vittoria andò a Gerrie Knetemann, che beffò allo sprint l'altro italiano Francesco Moser.
Aprì il 1979 conquistando la Freccia Vallone e classificandosi secondo, alle spalle di Dietrich Thurau, nella Liegi-Bastogne-Liegi. In maggio vinse di nuovo il Critérium du Dauphiné Libéré; in luglio si aggiudicò il Tour de France per la seconda volta consecutiva, superando come nel 1978, nell'ordine, Joop Zoetemelk e lo scalatore portoghese Joaquim Agostinho. La gara fu caratterizzata della lunga lotta tra il francese e l'olandese: il primo prese la maglia gialla sui Pirenei, al terzo giorno, nella cronometro di Superbagnères, e bissò l'indomani a Pau, ma dovette cederla proprio a Zoetemelk nella nona tappa, a Roubaix, avendo perso più di 3 minuti a causa di una foratura sul pavé (Agostinho ne perse 15). Seppe recuperare nelle cronometro seguenti, vincendole tutte e tre, e si riprese la maglia proprio dopo la prova contro il tempo di Morzine-Avoriaz. Tenne sulle Alpi, pur venendo staccato sull'Alpe d'Huez da Agostinho, e trionfò infine anche nelle ultime due tappe, quella di Nogent-sur-Marne e quella degli Champs-Élysées. In quest'ultima batté Zoetemelk in volata ristretta dopo una fuga da lontano; l'olandese venne poi penalizzato di dieci minuti per positività a un controllo medico e il distacco finale tra i due risultò essere di 13'07".
In ottobre fece suo il Giro di Lombardia, con un attacco iniziato a 150 chilometri dal traguardo; unico a resistergli nella lunga fuga, ma poi colpito da crampi in vista del traguardo, fu il giovane Silvano Contini della Bianchi-Faema, mentre i principali rivali, Giuseppe Saronni e Francesco Moser fra tutti, vennero colti di sorpresa al momento dello scatto.

### 1980: il successo al Giro e il titolo mondiale

Hinault in maglia rosa sul finire del vittorioso Giro d'Italia 1980

Nel 1980 fu protagonista di un'epica vittoria alla Liegi-Bastogne-Liegi: nell'occasione, in una gelida domenica di aprile caratterizzata da una bufera di neve, giunse primo solitario al traguardo con 9'24" sul secondo, l'olandese Hennie Kuiper. In maggio si presentò per la prima volta al Giro d'Italia, e lo dominò nettamente, battendo Moser, Saronni, Battaglin e Baronchelli.
Una prima svolta arrivò nella frazione con arrivo a Roccaraso, quando lui e un sorprendente Wladimiro Panizza staccarono tutti e andarono a prendersi rispettivamente tappa e maglia (Hinault saliva al secondo posto a 1'05"). Dopo alcune giornate interlocutorie con Panizza sempre in rosa, la ormai celebre frazione della scalata dello Stelvio sancì il sorpasso in classifica generale e permise al francese di ipotecare la vittoria. Importante fu la strategia della Renault-Elf diretta da Cyrille Guimard, che quel giorno mandò in fuga il luogotenente di Hinault, Jean-René Bernaudeau, con il compito — poi svolto ottimamente — di staccare gli altri fuggitivi, attendere il capitano e scortarlo fino al traguardo di Sondrio. La vittoria di tappa venne lasciata a Bernaudeau, e i due diedero al traguardo più di 4 minuti ai primi inseguitori: tra essi lo stesso "Miro" Panizza, che alla fine sarà comunque secondo a Milano.
Due mesi dopo al Tour de France, pur da principale favorito e in cerca del terzo trionfo, si ritirò, nel celebre episodio della fuga notturna dall'albergo di Pau. Aveva già vinto il cronoprologo, la cronometro di Spa-Francorchamps e la tappa di Lilla, e stava vestendo la maglia gialla dopo averla presa nell'altra cronometro di Laplume. Era la vigilia delle prime montagne, nella fattispecie del tappone pirenaico, quello da Pau a Luchon con i celebri colli dell'Aubisque e del Tourmalet, e Hinault, già da alcuni giorni sofferente al ginocchio a causa di una tendinite, si presentò in serata agli organizzatori del Tour, Jacques Goddet e Félix Levitan, annunciando loro il proprio ritiro; lasciò poi l'albergo quello stessa notte e, sicuramente per sfuggire ai giornalisti, invece che a casa sua in Bretagna trovò riparo a Lourdes, da Huber Arbes, un suo gregario. Il simbolo del primato passò a Zoetemelk, che poi vincerà, per la prima e unica volta.

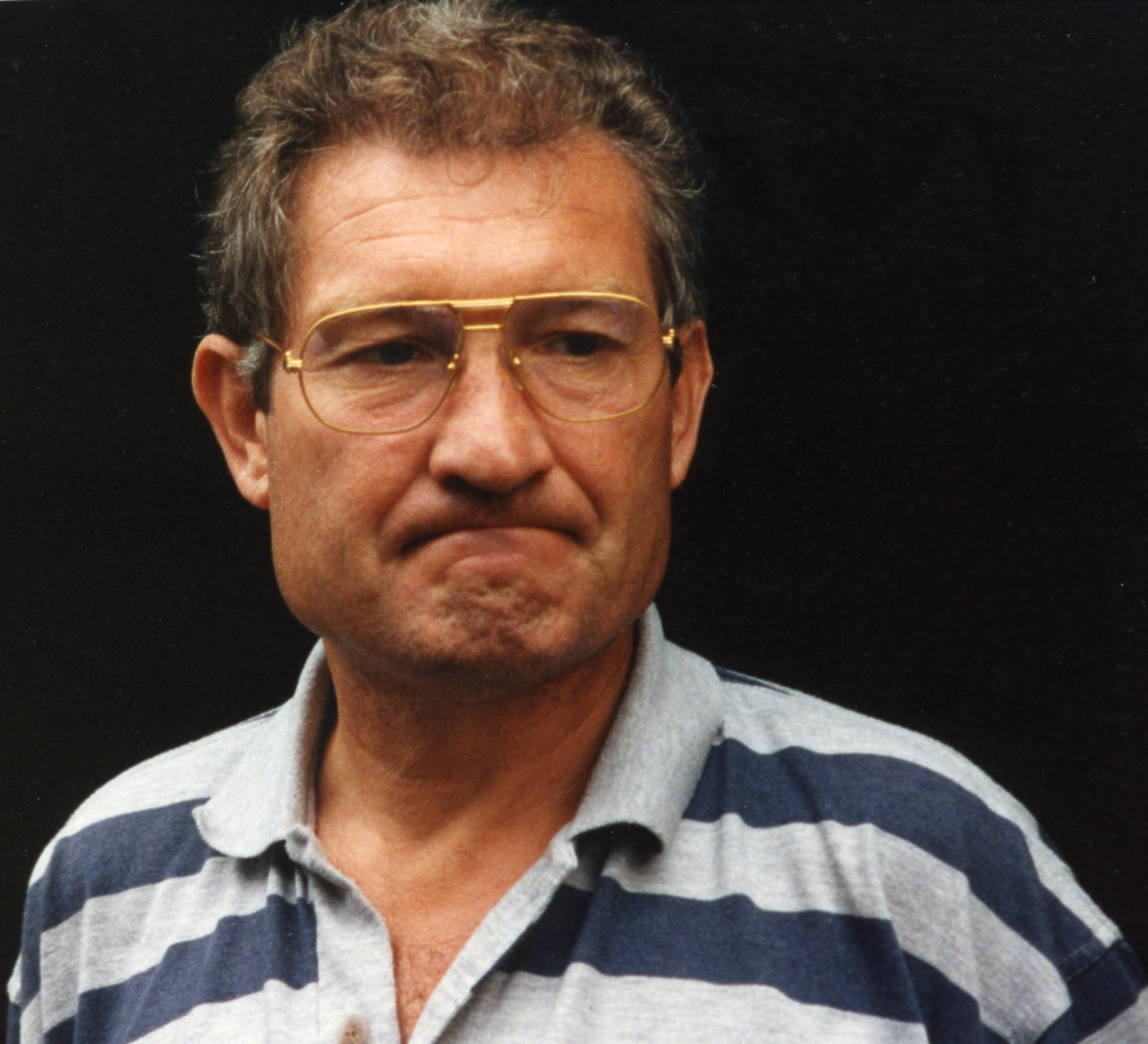
Cyrille Guimard fu per otto stagioni il direttore sportivo di Hinault alla Gitane/Renault

Si disse molto, anche di una positività all'antidoping celata con la fuga, e alcuni parlarono già della fine di una parabola; per tutta risposta Hinault arrivò molto agguerrito a Sallanches, sulle Alpi della Savoia, per il campionato mondiale su strada 1980, quello che è considerato il più duro e selettivo di sempre: il circuito, da percorrere per 20 volte, prevedeva infatti una salita di ben 2,7 chilometri, la Côte de Domancy, con punte di pendenza del 14%. Curiosamente, pur addicendosi alle caratteristiche del campione francese, il tracciato era stato disegnato tre anni prima per favorire non lui, ma un ormai tramontato Bernard Thévenet, che proprio nel 1977 aveva ottenuto la seconda vittoria al Tour de France. Il mondiale si corse in una domenica soleggiata di fine agosto; la selezione, come previsto, riguardò numerosi elementi, e l'unico a tenere il passo di Hinault — si staccherà sull'ultimo passaggio della Côte — fu Gianbattista Baronchelli. All'arrivo il francese giunse solo e vittorioso, Baronchelli si classificò secondo a 1'01", terzo invece lo spagnolo Juan Fernández a 4'25". Dei 107 partiti solo 15 arriveranno: tra i ritirati anche Thévenet, Kelly, Zoetemelk, Saronni e Moser.

### 1981-1982: altri due Tour e il secondo Giro
Nel 1981, in maglia iridata, conquistò la sua unica Parigi-Roubaix, imponendosi in una volata lunga su Monsieur Roubaix, il quattro volte vincitore Roger De Vlaeminck, e su altri quattro uomini, tra cui Francesco Moser. Era una corsa, la classica del pavé, che Hinault non amava e che considerava anacronistica e alla stregua di un ciclocross: pur tuttavia fu proprio lui in quell'edizione a riportare la Francia alla vittoria venticinque anni dopo Louis Bobet e a fermare a tre la striscia di successi consecutivi di Moser. Dopo la Roubaix vinse anche l'Amstel Gold Race e il suo terzo Critérium du Dauphiné Libéré.
In luglio, vestendo l'arcobaleno come già aveva fatto Eddy Merckx, si aggiudicò quindi il suo terzo Tour de France. Gareggiò da favorito e fu protagonista di un netto dominio, diversamente da quanto accaduto nel 1978 e nel 1979. Fece suo il prologo, cedette la maglia gialla dopo la prima cronosquadre (a Gerrie Knetemann prima e a Phil Anderson poi) e la riprese cinque giorni dopo vincendo la cronometro di Pau. Non la perderà più, la maglia, anzi si aggiudicherà altre tre tappe, due delle quali contro il tempo. Secondo si classificò Lucien Van Impe, il quale, già staccato di quasi 5 minuti dopo Pau, risultò colui che perse meno terreno, dimostrandosi però troppo inferiore a Hinault nelle tappe a cronometro; concluse a 14'34", terzo Robert Alban a 17'04". Due mesi dopo, da campione in carica, il bretone si ripresentò ai mondiali su strada. Il tracciato di Praga era molto facile, su larghi viali e con salite molto leggere, e la gara si risolse, come previsto, in volata: Hinault si classificò terzo, battuto da Maertens e da Saronni.

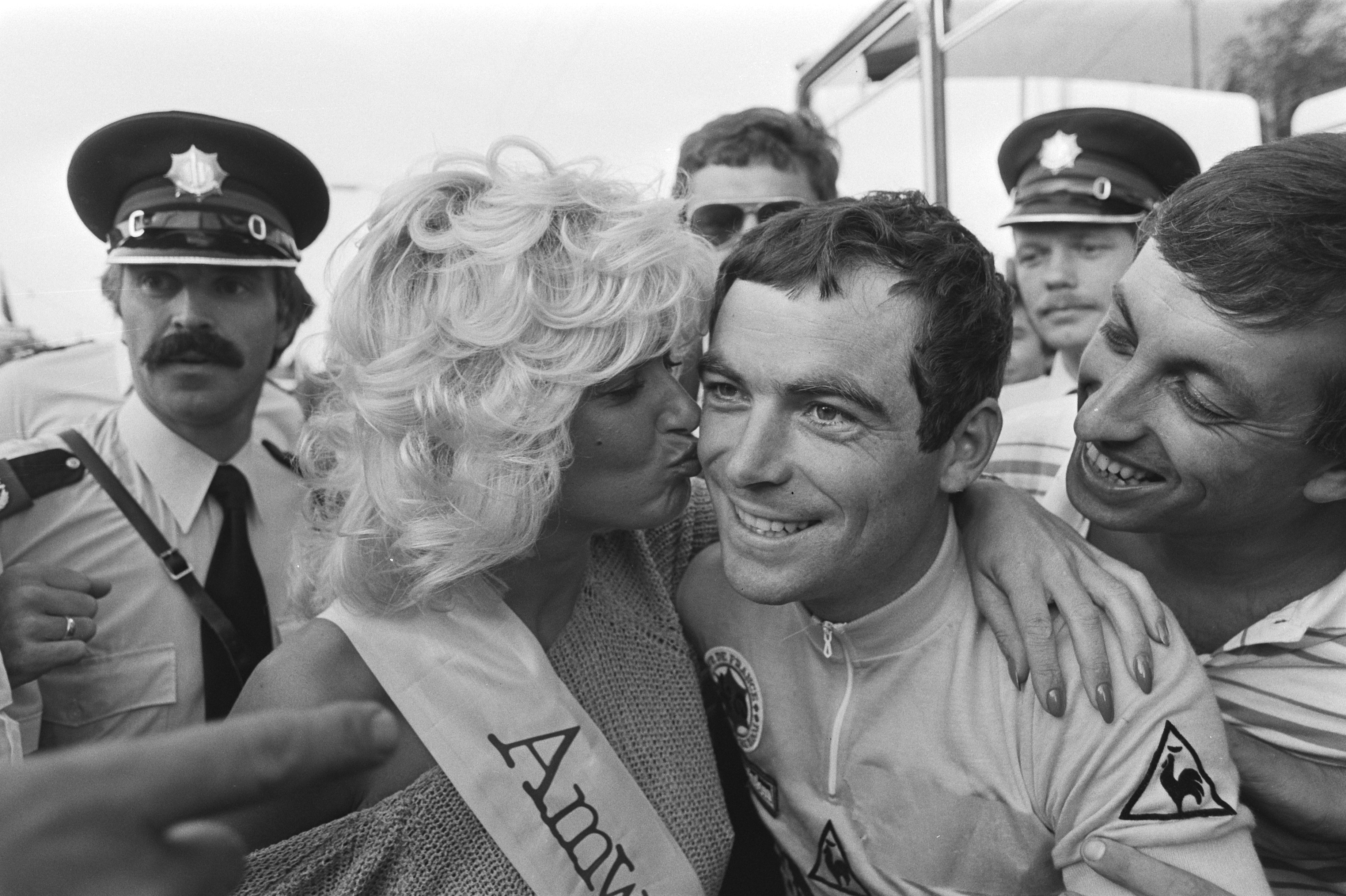
Hinault premiato a un circuito olandese nel 1982

Il 1982 è l'anno della leggenda, con la vittoria di Giro d'Italia e Tour de France nello stesso anno, impresa riuscita fino ad allora a Fausto Coppi (due volte), Jacques Anquetil e a Eddy Merckx (tre volte). Al Giro fu dominatore, soffrendo solo una volta, sul Passo di Crocedomini, sotto il forcing delle tre punte della squadra di Giancarlo Ferretti, lo svedese Tommy Prim e gli italiani Silvano Contini e Gianbattista Baronchelli in forza alla Bianchi-Piaggio. Sue furono le tappe in linea di Campitello Matese e Montecampione e due cronometro, quella di Assisi e quella finale da Pinerolo a Torino vinta per 10 secondi su Moser: alla fine prevalse con 2'35" su Prim e 2'47" su Contini.
Al Tour de France si impose per la quarta volta su cinque presenze, ma senza grandi battaglie, in maniera molto "pacifica" (per alcuni la corsa fu "noiosa" e la sua condotta "incolore"). Vinse il prologo di Basilea, già all'indomani perse la maglia gialla a favore di Ludo Peeters; a questi subentrò poi l'australiano Phil Anderson, che sulle pianure condusse la classifica per una decina di giorni prima di cedere la leadership proprio a Hinault nella cronometro di Valence-d'Agen, appena prima dei Pirenei. Da lì a Parigi, undici frazioni, il bretone in maglia gialla si limitò a controllare nelle tappe montuose, incrementando il proprio vantaggio solamente nelle due cronometro di Martigues e Saint-Priest; un ultimo colpo lo riservò peraltro vincendo in volata sugli Champs-Élysées, suo quarto successo in quell'edizione. A Parigi sul podio salirono quindi gli olandesi Zoetemelk, secondo per la sesta volta (un record), e Johan van der Velde, staccati rispettivamente di 6'21" e 8'59".
In agosto, al campionati mondiali su strada di Goodwood, nel Regno Unito, si presentava tra i favoriti, con l'obiettivo di centrare il prestigioso tris Giro-Tour-Mondiale fino ad allora riuscito solo al "Cannibale" Eddy Merckx (riuscirà nel 1987 anche a Stephen Roche). Dopo 160 dei 275 chilometri di un percorso prevalentemente pianeggiante, a sorpresa si dovette però ritirare, cianotico in volto e boccheggiante, stremato dopo una stagione oltremodo sfiancante; la maglia iridata andrà all'italiano Giuseppe Saronni, autore di un attacco violentissimo negli ultimi 800 metri in lieve salita.

### 1983-1984: la seconda Vuelta e il passaggio alla La Vie Claire

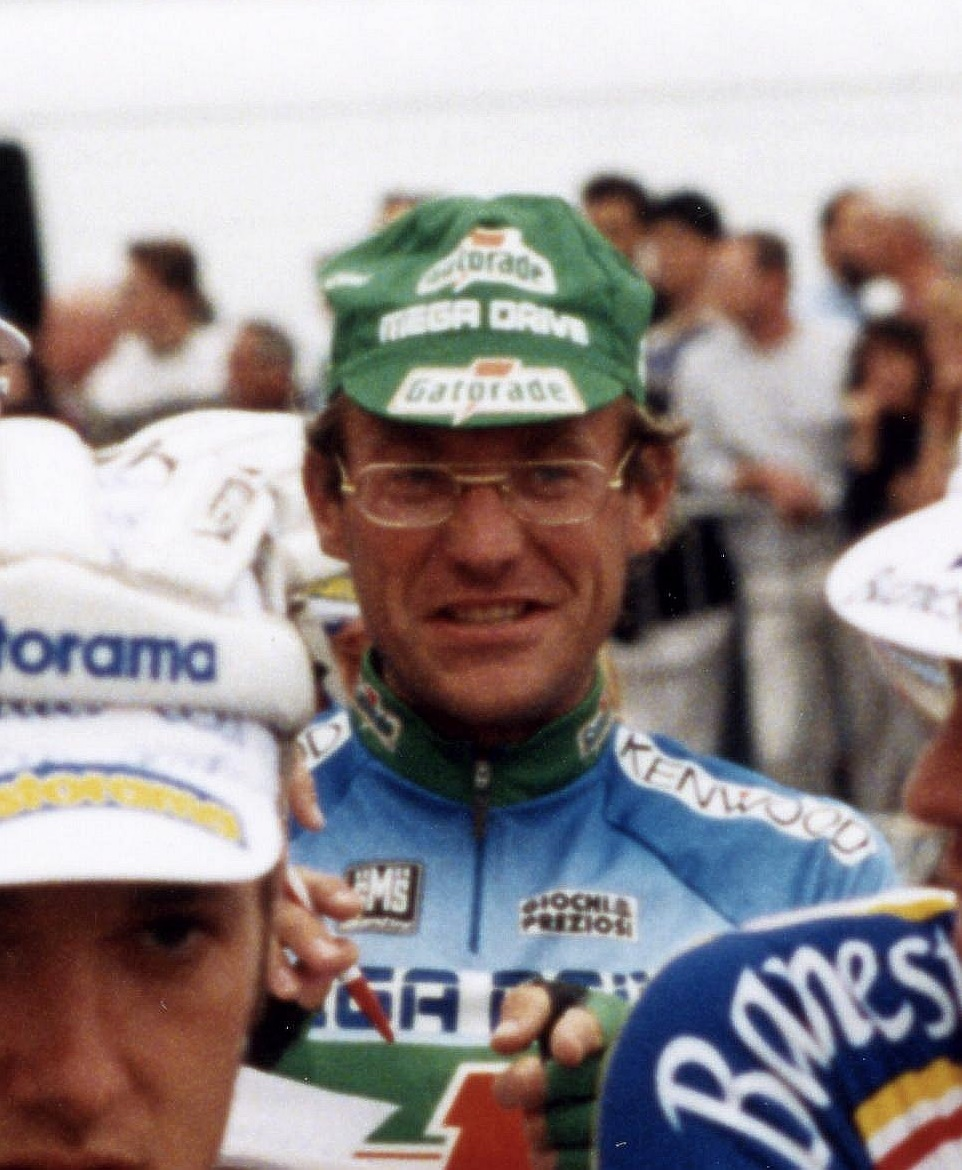
Laurent Fignon fu il primo a battere Hinault al Tour de France: accadde nel 1984

Nella prima metà del 1983 vinse per la seconda volta sia la Freccia Vallone sia, alla seconda partecipazione, la Vuelta a España. Quell'edizione, la 38ª, della Vuelta fu molto combattuta — a detta degli stessi organizzatori, una delle più belle e spettacolari di sempre —, e si risolse solo al terzultimo giorno, nella tappa di Avila, quando Hinault, aiutato sulle montagne da un giovane Laurent Fignon, regolò i compagni di fuga Marino Lejarreta e Vicente Belda e inflisse più di venti minuti alla maglia oro Julián Gorospe. Il francese, che già aveva vinto la cronometro di Valladolid, andò a precedere di 1'12" in classifica lo stesso Lejarreta, già vincitore nel 1982. In luglio, afflitto da una tendinite al ginocchio destro, Hinault non poté però prendere parte al Tour de France per difendere il titolo. Il ruolo di capitano della Renault passò così al ventiduenne Laurent Fignon, che, seppur esordiente, seppe subito imporsi su Ángel Arroyo e Peter Winnen e giungere in maglia gialla a Parigi al termine di una corsa molto equilibrata.
Dopo essersi fatto operare al ginocchio nell'estate 1983, i dissapori con lo storico direttore sportivo Guimard — e quando comunque era chiaro che la Renault avrebbe puntato su Fignon, di sei anni più giovane, per i grandi giri — portarono il campione bretone a trasferirsi per l'anno a venire alla neonata La Vie Claire, squadra costruita intorno a lui grazie agli importanti investimenti del manager Bernard Tapie. Ritornato alle gare in quell'avvio di stagione e vittorioso in maggio alla Quattro giorni di Dunkerque, Hinault prese quindi il via al Tour de France, dopo l'assenza del 1983, con l'obiettivo di battere Fignon e di conseguire la quinta vittoria in sette anni. L'inferiorià rispetto al rivale, supportato da una squadra molto forte, risultò però evidente sia nelle prove a cronometro, dominate — eccetto il prologo — dallo stesso Fignon (che si impose a Le Mans, La Ruchère e Villefranche), che in salita, specialmente nelle frazioni dell'Alpe d'Huez e di La Plagne, in cui il distacco fra i due fu in entrambi i casi di circa 3 minuti. Di ben 10 minuti e 32 secondi fu invece il margine finale tra Fignon e Hinault, secondo classificato davanti allo statunitense Greg LeMond, anch'egli della Renault. Il bretone si rifece comunque parzialmente nel finale di stagione, vincendo Grand Prix des Nations, Trofeo Baracchi (in coppia con Moser) e, per la seconda volta, il Giro di Lombardia.

### 1985-1986: la doppietta Giro-Tour e il ritiro

Hinault taglia il traguardo del Giro di Lombardia 1984

Hinault ritornò veramente grande nel 1985, ormai trentenne. Con una squadra a suo completo servizio fu in grado di fare suoi sia il Giro d'Italia che il Tour de France, andando a realizzare la seconda doppietta in carriera. La corsa italiana la vinse per la terza volta su tre partecipazioni, e anche su un percorso con poche montagne (un "Giro dei tunnel anziché delle vette" si disse) riuscì ad avere la meglio su un Francesco Moser favorito dal tracciato privo di grandi asperità. Al Tour iscrisse invece il suo nome nell'albo d'oro per la quinta storica volta, eguagliando in tal modo due celeberrimi campioni come Jacques Anquetil e Eddy Merckx, unici fino ad allora a essere riusciti nell'impresa. Da menzionare il grande sostegno che in quell'edizione gli diede in più occasioni il ventiquattrenne Greg LeMond, che proprio all'inizio della stagione, dopo aver firmato il primo contratto da un milione di dollari, aveva lasciato la stessa Renault per raggiungerlo alla La Vie Claire.
Nel 1986, già sul punto di porre fine a una grande carriera, Hinault concluse il Tour de France in seconda posizione, alle spalle del compagno Greg LeMond. Come annunciato già un anno prima, per l'edizione 1986 della Grande Boucle Hinault si proponeva come gregario del giovane statunitense, con l'intenzione di lasciargli via libera nella corsa verso il titolo. Tuttavia, una volta iniziata la gara, il francese non rispettò pienamente i patti, e grazie alla vittoria nella cronometro di Nantes e all'attacco con Pedro Delgado nella prima tappa pirenaica, si portò in testa alla classifica con ben 5'25" su LeMond, ponendo una seria ipoteca sulla vittoria finale. La reazione del compagno-rivale non si fece attendere: l'indomani, nella salita verso Superbagnères, LeMond inflisse 4'45" al francese, portandosi a soli 40 secondi di distacco. Hinault mantenne il primato sui Pirenei, ma già nella prima frazione alpina, a Serre Chevalier, si staccò e dovette cedere la maglia a LeMond. I due della La Vie Claire furono comunque assoluti protagonisti il giorno dopo, quando staccarono tutti di cinque minuti e giunsero insieme, tenendosi per mano, sul traguardo dell'Alpe d'Huez (vinse Hinault): sul podio di Parigi occuperanno i primi due gradi del podio, con il francese, primo anche nella crono di Saint-Étienne, staccato di 3'10".
Nel mese seguente Hinault ottenne l'ultima vittoria in carriera, la Coors Classic, gara a tappe nell'ovest degli Stati Uniti in preparazione al campionati mondiali di Colorado Springs; pur tra i favoriti, nella prova iridata, poi vinta dall'italiano Moreno Argentin, si classificò soltanto al 59º posto. Il 9 novembre, dopo la gara di ciclocross a Quessoy, diede l'addio alle corse.

## Palmarès

### Strada
- 1975 (Gitane-Campagnolo, una vittoria)

Classifica generale Circuit de la Sarthe
- 1976 (Gitane-Campagnolo, dieci vittorie)

Parigi-Camembert
2ª tappa, 1ª semitappa Tour d'Indre-et-Loire (Luynes, cronometro)
Classifica generale Tour d'Indre-et-Loire
3ª tappa Circuit de la Sarthe (Mamers > La Ferté-Bernard, cronometro)
Classifica generale Circuit de la Sarthe
1ª tappa Tour de l'Aude (Carcassonne > Bram)
Classifica generale Tour de l'Aude
1ª tappa Tour du Limousin (Saint-Yrieix-la-Perche > Guéret)
Classifica generale Tour du Limousin
2ª tappa Étoile des Espoirs (Ciboure > Biarritz)
- 1977 (Gitane-Campagnolo, otto vittorie)

Gand-Wevelgem
Liegi-Bastogne-Liegi
2ª tappa, 2ª semitappa Tour d'Indre-et-Loire (Chinon > Joué-lès-Tours)
1ª tappa Critérium du Dauphiné Libéré (Orange > Saint-Étienne)
5ª tappa Critérium du Dauphiné Libéré (Romans-sur-Isère > Grenoble)
Classifica generale Critérium du Dauphiné Libéré
Grand Prix des Nations (cronometro)
2ª tappa, 2ª semitappa Étoile des Espoirs (Sauveterre-de-Béarn, cronometro)
- 1978 (Renault-Gitane, quattordici vittorie)

3ª tappa Critérium National (Draguignan, cronometro)
Classifica generale Critérium National
Prologo Vuelta a España (Gijón, cronometro)
11ª tappa, 2ª semitappa Vuelta a España (Barcellona, cronometro)
12ª tappa Vuelta a España (Barcellona > La Tossa de Montbui)
14ª tappa Vuelta a España (Jaca > Logroño)
18ª tappa Vuelta a España (Bilbao > Amurrio)
Classifica generale Vuelta a España
Campionati francesi, Prova in linea
8ª tappa Tour de France (Saint-Émilion > Sainte-Foy-la-Grande, cronometro)
15ª tappa Tour de France (Saint-Dier-d'Auvergne > Saint-Étienne)
20ª tappa Tour de France (Metz > Nancy)
Classifica generale Tour de France
Grand Prix des Nations (cronometro)
- 1979 (Renault-Gitane, ventitré vittorie)

3ª tappa Critérium National (Draguignan, cronometro)
Freccia Vallone
Prologo Tour de l'Oise (Creil, cronometro)
Classifica generale Tour de l'Oise
Circuit de l'Indre
3ª tappa Critérium du Dauphiné Libéré (Villeurbanne > Avignone)
5ª tappa, 2ª semitappa Critérium du Dauphiné Libéré (Bastiglia, cronometro)
6ª tappa Critérium du Dauphiné Libéré (Grenoble > Chambéry)
7ª tappa, 2ª semitappa Critérium du Dauphiné Libéré (Annecy, cronometro)
Classifica generale Critérium du Dauphiné Libéré
3ª tappa Tour de Luxembourg (Esch-sur-Alzette > Echternach)
2ª tappa Tour de France (Luchon > Superbagnères, cronometro)
3ª tappa Tour de France (Luchon > Pau)
11ª tappa Tour de France (Bruxelles, cronometro)
15ª tappa Tour de France (Évian > Morzine-Avoriaz, cronometro)
21ª tappa Tour de France (Digione, cronometro)
23ª tappa Tour de France (Auxerre > Nogent-sur-Marne)
24ª tappa Tour de France (Le Perreux-sur-Marne > Parigi (Champs-Elysées))
Classifica generale Tour de France
Grand Prix des Nations (cronometro)
3ª tappa, 2ª semitappa Étoile des Espoirs (Sauveterre-de-Béarn, cronometro)
4ª tappa Étoile des Espoirs (Sauveterre-de-Béarn > Oloron-Sainte-Marie)
Giro di Lombardia
- 1980 (Renault-Gitane, tredici vittorie)

3ª tappa Critérium National (Draguignan, cronometro)
1ª tappa, 2ª semitappa Tour du Tarn (Albi > Albi)
Liegi-Bastogne-Liegi
Classifica generale Tour de Romandie
14ª tappa Giro d'Italia (Foggia > Roccaraso)
Classifica generale Giro d'Italia
Prologo Tour de l'Aude (Narbona > Narbona, cronometro)
3ª tappa Tour de l'Aude (Castelnaudary > Carcassonne)
Prologo Tour de France (Francoforte sul Meno, cronometro)
4ª tappa Tour de France (Circuito di Spa-Francorchamps, cronometro)
5ª tappa Tour de France (Liegi > Lilla)
1ª tappa Tour du Limousin (Limoges > Guéret)
Campionati del mondo, Prova in linea
- 1981 (Renault-Elf, diciotto vittorie)

1ª tappa Tour Méditerranéen (Mentone > Fréjus)
1ª tappa Critérium International (Cavalaire-sur-Mer > Saint-Tropez)
2ª tappa Critérium International (Sainte-Maxime > Mons)
3ª tappa Critérium International (Draguignan, cronometro)
Classifica generale Critérium International
Parigi-Roubaix
Amstel Gold Race
4ª tappa Critérium du Dauphiné Libéré (Bourg-en-Bresse > Lione)
5ª tappa Critérium du Dauphiné Libéré (Lione > Chambéry)
6ª tappa Critérium du Dauphiné Libéré (Chambéry > Villard-de-Lans)
7ª tappa Critérium du Dauphiné Libéré (Valence > Avignone)
Classifica generale Critérium du Dauphiné Libéré
Prologo Tour de France (Nizza, cronometro)
6ª tappa Tour de France (Nay > Pau)
14ª tappa Tour de France (Mulhouse, cronometro)
18ª tappa Tour de France (Le Bourg-d'Oisans > Le Pleynet)
20ª tappa Tour de France (Saint-Priest, cronometro)
Classifica generale Tour de France
- 1982 (Renault-Elf, ventuno vittorie)

Grand Prix d'Ouverture La Marseillaise
Bol d'Or des Monédières
La Poly Normande
3ª tappa Tour de Corse
Classifica generale Tour de Corse
Prologo Tour d'Armorique (cronometro)
Classifica generale Tour d'Armorique
4ª tappa, 2ª semitappa Tour de Romandie (Delémont > Delémont, cronometro)
3ª tappa Giro d'Italia (Perugia > Assisi, cronometro)
12ª tappa Giro d'Italia (Cava de' Tirreni > Campitello Matese)
18ª tappa Giro d'Italia (Piamborno > Montecampione)
22ª tappa Giro d'Italia (Pinerolo > Torino, cronometro)
Classifica generale Giro d'Italia
2ª tappa Tour de Luxembourg (Dippach > Esch-sur-Alzette)
Classifica generale Tour de Luxembourg
Prologo Tour de France (Basilea, cronometro)
14ª tappa Tour de France (Martigues, cronometro)
19ª tappa Tour de France (Saint-Priest, cronometro)
21ª tappa Tour de France (Fontenay-sous-Bois > Parigi)
Classifica generale Tour de France
Grand Prix des Nations (cronometro)
- 1983 (Renault-Elf, sei vittorie)

3ª tappa Tour Midi-Pyrénées (Saint-Gaudens > Colomiers)
Freccia Vallone
Grand Prix Pino Cerami
15ª tappa, 2ª semitappa Vuelta a España (Valladolid, cronometro)
17ª tappa Vuelta a España (Salamanca > Avila)
Classifica generale Vuelta a España
- 1984 (La Vie Claire-Terraillon, cinque vittorie)

5ª tappa Volta a la Comunitat Valenciana (Valencia > Valencia)
Classifica generale Quattro Giorni di Dunkerque
Prologo Tour de France (Montreuil > Noisy-le-Sec, cronometro)
Grand Prix des Nations (cronometro)
Giro di Lombardia
- 1985 (La Vie Claire-Radar, sette vittorie)

12ª tappa Giro d'Italia (Capua > Maddaloni, cronometro)
Classifica generale Giro d'Italia
Prologo Tour de France (Plumelec, cronometro)
8ª tappa Tour de France (Sarrebourg > Strasburgo)
Classifica generale Tour de France
3ª tappa Coors Classic (Nevada City > Truckee)
11ª tappa, 1ª semitappa Coors Classic (Niwot, cronometro)
- 1986 (La Vie Claire-Radar, undici vittorie)

Trofeo Luis Puig
Classifica generale Volta a la Comunitat Valenciana
2ª tappa Tour Midi-Pyrénées (Tarbes > Pamiers)
Prologo Quattro Giorni di Dunkerque (Dunkerque, cronometro)
7ª tappa Clásico RCN (Bogotà > Bogotà, cronometro)
8ª tappa Tour de France (Nantes > Nantes, cronometro)
17ª tappa Tour de France (Briançon > Alpe d'Huez)
19ª tappa Tour de France (Saint-Étienne, cronometro)
7ª tappa, 1ª semitappa Coors Classic (Vail, cronometro)
11ª tappa, 1ª semitappa Coors Classic (Niwot, cronometro)
Classifica generale Coors Classic

#### Altri successi
- 1978 (Renault-Gitane)

Circuit de l'Aulne (Criterium)
- 1979 (Renault-Gitane)

Circuit de l'Aulne (Criterium)
Classifica a punti Tour de France
Super Prestige Pernod
- 1980 (Renault-Gitane)

Super Prestige Pernod
- 1981 (Renault-Elf)

Circuit de l'Aulne (Criterium)
Classifica combinata Tour de France
Super Prestige Pernod
- 1982 (Renault-Elf)

Prologo Giro d'Italia (Milano > Milano, cronosquadre)
Classifica combinata Tour de France
Super Prestige Pernod
- 1985 (La Vie Claire-Radar)

Circuit de l'Aulne (Criterium)
- 1986 (La Vie Claire-Radar)

Classifica scalatori Tour de France
Premio della Combattività Tour de France

### Pista
- 1975

Campionati francesi, Inseguimento individuale
- 1976

Campionati francesi, Inseguimento individuale

### Ciclocross
- 1978

Gran Premio di Creusot

## Piazzamenti

### Grandi Giri
- Giro d'Italia

1980: vincitore
1982: vincitore
1985: vincitore
- Tour de France

1978: vincitore
1979: vincitore
1980: ritirato
1981: vincitore
1982: vincitore
1984: 2º
1985: vincitore
1986: 2º
- Vuelta a España

1978: vincitore
1983: vincitore

### Classiche monumento
- Milano-Sanremo

1975: 54º
1979: 7º
1981: ritirato
1983: ritirato
1984: ritirato
1986: ritirato
- Giro delle Fiandre

1977: ritirato
1978: 11º
- Parigi-Roubaix

1978: 13º
1979: 11º
1980: 4º
1981: vincitore
1982: 9º
1983: ritirato
- Liegi-Bastogne-Liegi

1977: vincitore
1979: 2º
1980: vincitore
1981: 18º
1982: ritirato
1983: 32º
1984: 19º
1985: 18º
1986: ritirato
- Giro di Lombardia

1976: 17º
1978: 3º
1979: vincitore
1982: ritirato
1984: vincitore

### Competizioni mondiali
- Campionati del mondo

Ostuni 1976 - In linea: 6º
San Cristóbal 1977 - In linea: 8º
Nürburgring 1978 - In linea: 5º
Valkenburg 1979 - In linea: 21º
Sallanches 1980 - In linea: vincitore
Praga 1981 - In linea: 3º
Goodwood 1982 - In linea: ritirato
Barcellona 1984 - In linea: ritirato
Giavera del Montello 1985 - In linea: ritirato
Colorado Springs 1986 - In linea: 59º

## Riconoscimenti
- Medaglia d'oro dell'Accademia dello Sport nel 1978
- Premio Henry Deutsch de la Meurthe dell'Accademia dello Sport nel 1979
- Mendrisio d'Oro del Velo Club Mendrisio nel 1979 e 1980
- Caveja d'Oro del Pedale Fusignanese 2010
- Inserito nella Top 25 della Cycling Hall of Fame
- Inserito tra le Gloire des Sport